# اسکات اس. شپرد
اسکات سَندر شپرد (به انگلیسی: Scott Sander Sheppard) ستاره‌شناس بخش مغناطیس زمینی مؤسسه علمی کارنگی شهر واشینگتن، دی.سی. است. او در دورهٔ لیسانس در کالج ابرلین دانشجو بود. پس از فارغ‌التحصیلی در مؤسسهٔ نجوم دانشگاه هاوایی به تحصیل خود ادامه داد. وی به خاطر کشف تعداد زیادی از قمرهای کوچک مشتری، کیوان، اورانوس و نپتون شناخته شده است. او دومین سیارک برجیسی ۲۰۰۴ یو پی ۱۰ و اولین سیارک برجیسی ۲۰۰۸ ال سی ۱۸ را کشف کرد. اسکات در کشف اشیاء کمربند کویپر ،سانتورها و استروئیدهای نزدیک زمین شرکت داشته است.

## تعدادی از قمرهای نامگذاری شده که او در کشف آنها شرکت داشته است
مشتری
- تمیستو (۲۰۰۰), اولین بار توسط چارلز کوال در ۱۹۷۵ کشف شد.
- هارپلیکی (۲۰۰۰)
- تایجیتی (۲۰۰۰)
- یوپوری (۲۰۰۱)
- یوآنتی (۲۰۰۱)
- کیلی (۲۰۰۱)
- هلیکه (۲۰۰۳)
- تلکسینوئه (۲۰۰۳)
- کارپو (۲۰۰۳)
- کور (۲۰۰۳)
- اس/۲۰۰۳ جی ۲(۲۰۰۳)
- اس/۲۰۰۳ جی ۹ (۲۰۰۳)
- اس/۲۰۰۳ جی ۱۰ (۲۰۰۳)
- اس/۲۰۰۳ جی ۲۳ (۲۰۰۳)

کیوان
- تارکک (۲۰۰۷)
- اس/۲۰۰۷ اس ۲ (۲۰۰۷)

اورانوس
- مارگریت (۲۰۰۳)

نپتون
- سمتی (۲۰۰۳)

اسکات شپرد در کشف سیارات کوتوله ممکن مثل 2010 EK139، 2010 KZ39، 2010 FX86، and 2013 FY27 هم مشارکت داشته است. او در کشف شیء مربوط به کمربند کوپیر 2007 TY430 هم همکاری کرد. وی همچنین جسم فرانپتونی 1999 TR11 را کشف کرد. در سال ۲۰۱۴ شپرد اولین فردی بود که شیء 2012 VP113 (با نام کوتاه Biden) را که دورترین مدار شناخته شده در منظومه شمسی را داشت کشف کرد.